# Vollvarietät
Eine Vollvarietät ist eine eigenständige Varietät einer Sprache, die sich jeweils durch prosodisch-phonologische und morphologisch-syntaktische Strukturen von anderen Varietäten klar unterscheiden lässt und auf deren Grundlage Individuen und Sprechergruppen in bestimmten wiederkehrenden Situationen interagieren. Davon zu unterscheiden sind sektorale Varietäten, zum Beispiel Fachsprachen, und Verdichtungsbereiche, Sprechlagen oder sprachliche Register, die eben keine Vollvarietäten darstellen, weil mit ihnen alleine eine universelle Kommunikation nicht möglich wäre.